# Казанская площадь
Каза́нская площадь — площадь в Санкт-Петербурге. Расположена между Казанской улицей (западная граница площади) и набережной канала Грибоедова (восточная граница). С севера ограничена Невским проспектом, с юга — безымянным проездом позади Казанского собора, соединяющим Казанскую улицу с набережной канала Грибоедова.
Фактически всю территорию Казанской площади занимают собор Казанской иконы Божией Матери и сквер с фонтаном перед фасадом собора.

## Наименование
Первоначальное название Рождественская площадь присвоено 20 августа 1739 года, по церкви Рождества Богородицы (не сохранилась). С 1820 по 1868 год существовало название площадь перед Казанским собором или площадь Казанского собора. Параллельно с 1829 года в ходу современное название Казанская площадь.
С 6 октября 1923 года по 13 января 1944 года называлась площадь Плеханова, в честь Г. В. Плеханова.

## Достопримечательности

### Сквер на Казанской площади
Сквер на Казанской площади или Казанский сквер разбит в 1899—1900 годах по проекту садового мастера Р. Ф. Катцера и городского садовника В. И. Визе. Саду-цветнику придана форма колокола, в центре фонтан. В 2000—2003 годах проводилась реконструкция сквера.

#### ПамятникиполководцамМ. И. КутузовуиМ. Б. Барклаю де Толли
Памятник М. И. Кутузову и памятник М. Б. Барклаю де Толли. Открыты в 1837 году работы скульптора Б. И. Орловского и архитектора В. П. Стасова. Высота фигур — 4,1 м, высота постаментов — 3,45 м. Кутузов показан в стремительном действии при разгроме французской армии — он стоит в фельдмаршальском мундире и плаще, в правой руке держит обнажённую шпагу, в левой — фельдмаршальский жезл. Фигуру Барклая-де-Толли изображена менее динамичной: полководец смотрит вдаль, в опущенной левой руке держит маршальский жезл.

### Казанский собор(Казанская площадь, дом 2,Невский проспект, дом 25х)
Казанский кафедральный собор, или Собор Казанской иконы Божией Матери. В 1733—1737 годах на этом месте была возведена каменная Церковь Рождества Пресвятой Богородицы, которая была разобрана при строительстве собора. Казанский собор по проекту архитектора А. Н. Воронихина строился 10 лет с 1801 по 1811 годы. Храм, имеющий в плане форму латинского креста, расположен в глубине Казанской площади (адрес собора Казанская площадь, дом 2). Для колонн и облицовки стен использован серый пудостский камень, сходный с камнем римского собора Святого Петра. Грандиозная дугообразная колоннада коринфского ордера, превращённая в главный фасад, примыкает к асимметричной продольной стороне здания, обращённой к Невскому. Между её крыльями большой портик северного входа, через который обычно попадают в храм. Фасады собора декорированы скульптурами и барельефами. Купол Казанского собора стал первым крупным куполом из ковкого железа. В 1813 году в соборе был похоронен фельдмаршал М. И. Кутузов. В 1932 году собор был закрыт и в его помещении создан Музей истории религии и атеизма АН СССР. В 1991 году в храме возобновились богослужения, а в 2000 году, после переезда музея, собор полностью передан верующим и снова стал кафедральным собором Петербурга.

### Дом Казанского собора(Невский проспект, дом 25,Казанская улица, дом 1)
Дом священнослужителей Казанского собора. В 1813 году смежный с Казанским собором участок на углу с Казанской улицей (дом № 1) приобрели в собственность собора, на котором по проекту архитектора В. П. Стасова построен жилой трёхэтажный угловой дом для церковнослужителей в стиле позднего классицизма. В нижних этажах здания, сдаваемых в аренду помещались разные магазины. С 1930-х годов здесь находился популярный ресторан «Кавказский». В 1995—1997 годах проведена кардинальная реконструкция дома для многофункционального административно-коммерческого комплекса Бизнес-центра «Атриум на Невском 25».

### Дом Г. И. Гансена (Невский проспект, дом 26,Малая Конюшенная улица, дом 16)
Первоначально на этом месте в 1776—1777 гг. было построено трёхэтажное здание для полковника П. П. Трунова. Известно, что в 1783—1818 гг. здесь жил архитектор Луиджи Руска. В первой половине XIX века дом принадлежал ювелиру Ж. П. Лубье, а затем — генеральному консулу Швейцарии Л. Ф. Лубье. В 1873 году «… первый участок Казанской части по Невскому проспекту и по Малой Конюшенной улице под № 14 и 26» приобрёл норвежский подданный Герман Гансен, по заказу которого в 1873—1874 гг. архитектор В. А. Кенель существенно перестроил здание в стиле эклектики, надстроив два этажа. Верхние три этажа, обработанные рустованными лопатками, были насыщены щедрым многообразным декором. Контраст им составляли раскрытые широкими окнами-витринами два нижних этажа, которые отводились для магазинов. Верхние три этажа сдавались внаём под офисы. Основными арендаторами были крупные банки: до 1888 года здесь размещался «Русский для внешней торговли банк»; также здесь находились: контора акционерного общества «Объединенное шведское электричество», Азовско-Донской,
Московский и Финляндский банки. В 1882 году здесь начала работать первая в России телефонная станция, для которой компания Белла арендовала помещения на втором этаже. Станция была оборудована однопроводными бесшнуровыми коммутаторами системы Гилелянда в количестве шести штук на 50 номеров каждый, которые обслуживали пять телефонисток. В качестве абонентских линий на станции использовались однопроводные воздушные линии. В этом доме станция работала до 1891 года.
С 1945 года здесь располагался институт по проектированию городских инженерных сооружений «Ленгипроинжпроект». В советское время в здании работал магазин «Ноты» — единственный в городе специализированный нотный магазин (с 1991 года — Нотный магазин «Северная лира»). В 1993 году сюда въехал Петровский банк (сейчас банк «Открытие»).

### Дом компании «Зингер»(Дом книги) (Невский проспект, дом 28,набережная канала Грибоедова, дом 21)
Дом компании «Зингер», или Дом книги, построен в 1902—1904 годах, на ранее приобретённом участке, архитектор П. Ю. Сюзор возвёл дом для американской компании швейных машин «Зингер». Шестиэтажное здание с мансардой в стиле модерн стало первым строением с металлическим каркасом, что позволило сделать стены тонкими, увеличить размеры окон и улучшить освещённость помещений. Фасады облицованы гранитом трёх цветов. Сверху находится башня-фонарь со стеклянным глобусом, служившим рекламой фирмы — внутри он освещался электричеством. В декоре впервые была использована ковкая бронза, фигуры на фасаде выполнены в технике выколотки под «зелёную бронзу». В 1918 году здание было национализировано. Сначала в нём разместили книжный склад, потом в 1919 году в здании расположился «Петрогосиздат» (с 1938 года — «Лениздат»), а с 1938 года — «Дом книги». В советские времена на верхних этажах находились издательства «Academia», «Молодая гвардия», «Мир», «Искусство», «Художественная литература», «Лендетгиз», «Советский писатель», «Музгиз», «Изогиз», «Физматгиз», «Агропромиздат», «Химия». С 2008 года в здании также располагается Балтийский банк.

### Дом П. Т. Лесникова (Невский проспект, дом 27, набережная канала Грибоедова, дом 18-20)
Дом Милютиных или Дом Глазуновых или Дом Лесниковых. Первоначальный дом был построен в 1770-е годы, затем несколько раз перестраивался в 1870—1883 годы по проектам архитекторов М. А. Макарова и С. О. Шестакова. В 1973—1974 годах угол был снесён и на его месте выстроили новое здание с приближением к первоначальному облику фасадов. В 1965 году по этому адресу открылся один из первых в Ленинграде пивных залов.

### Казанский мост
Казанский мост каменный мост через Екатерининский канал на месте старого деревянного построен в 1765—1766 годах по проекту военного инженера И. Н. Борисова. В 1805—1806 -годах мост расширен и перестроен по проекту архитектора Л. Руска. Длина переправы — 17,35 м, длина по задним граням устоев — 15,8 м, ширина — 95 м, ширина пролетного строения с карнизами — 98,2 м, ширина моста с открылками — 99 м. Однопролётный кирпичный свод моста с арками, облицованными гранитом, устои бутовой кладки также облицованы гранитом, перильное ограждение — гранитный парапет.

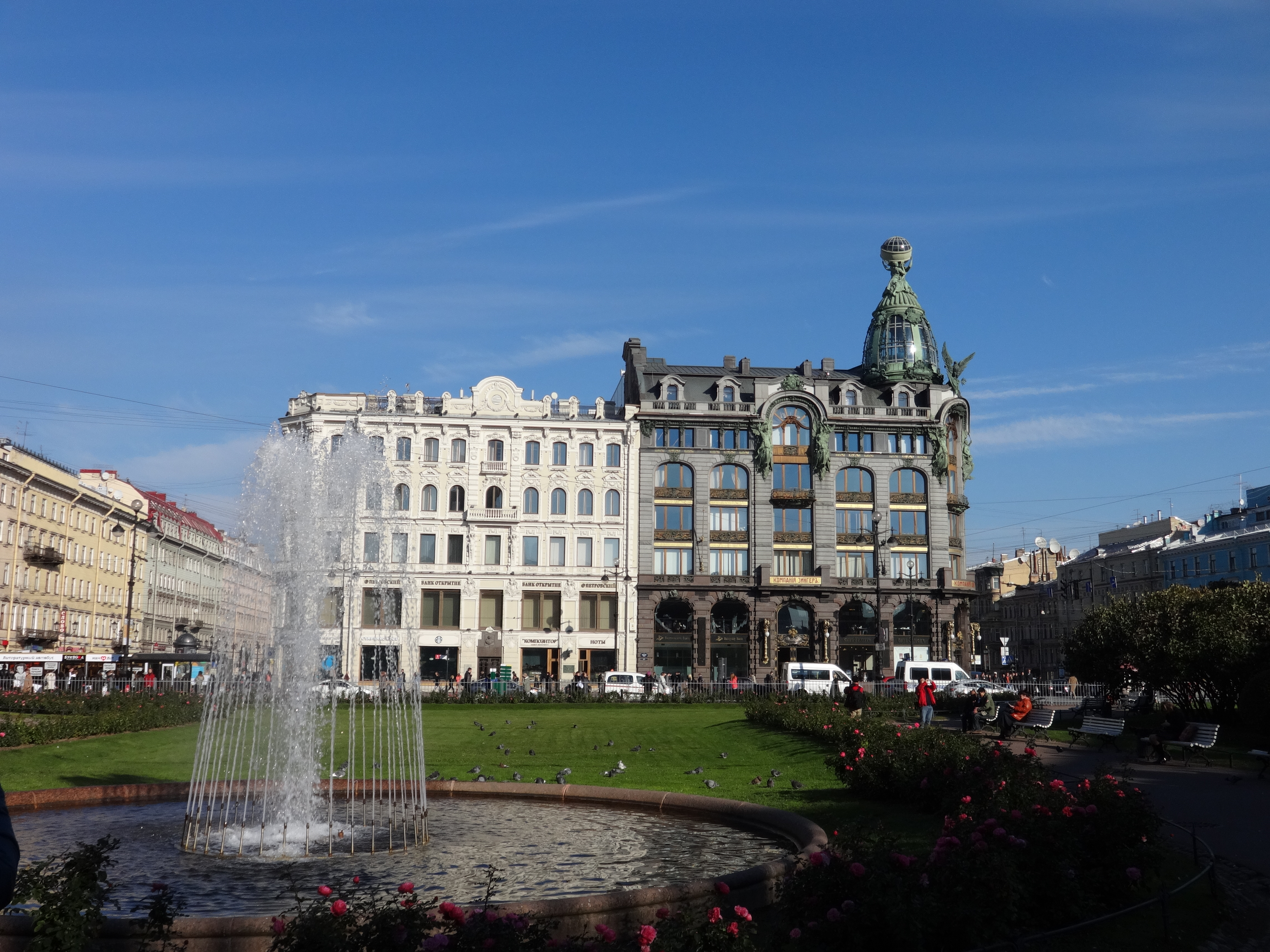
Фонтан в Казанском сквере на фоне дома Гансена и дома компании «Зингер» (Дома книги)
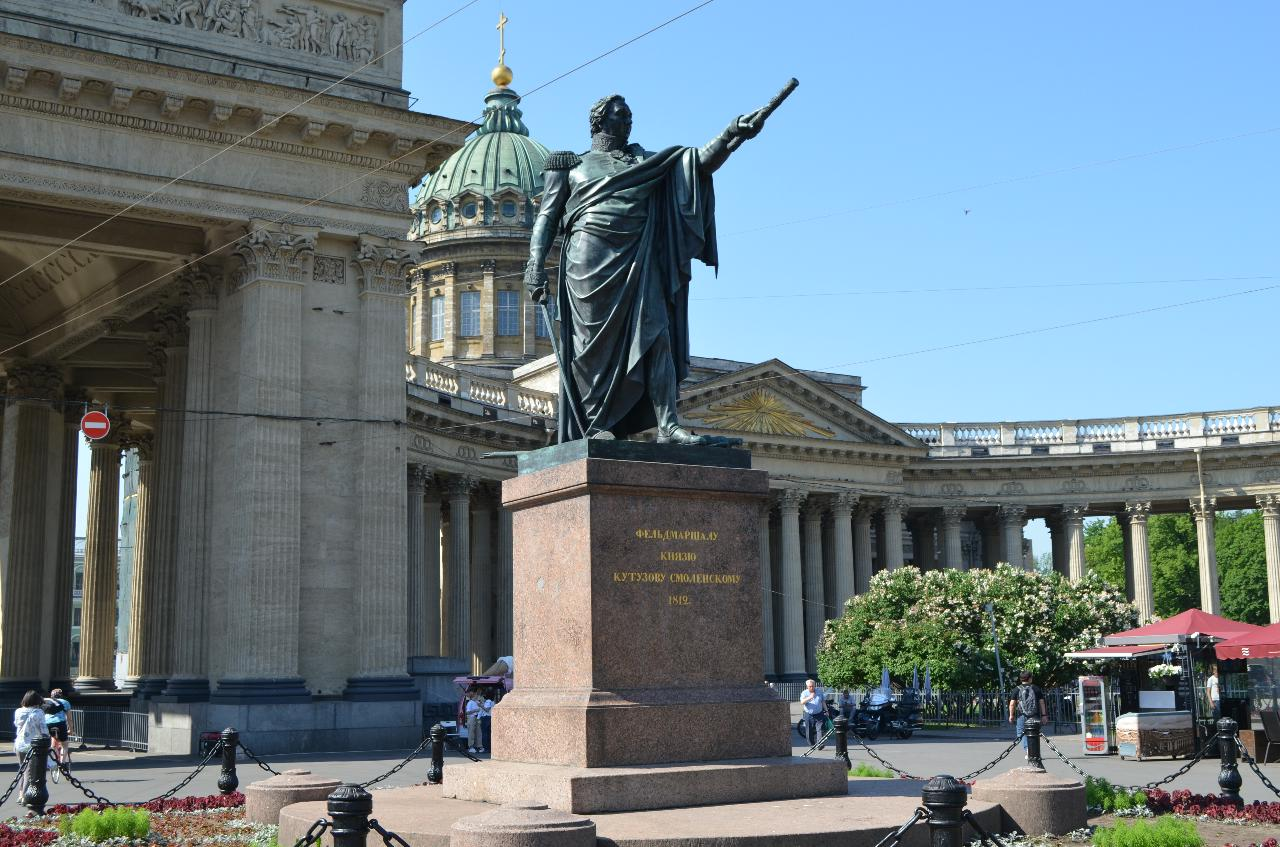
Памятник Кутузову на фоне Казанского собора
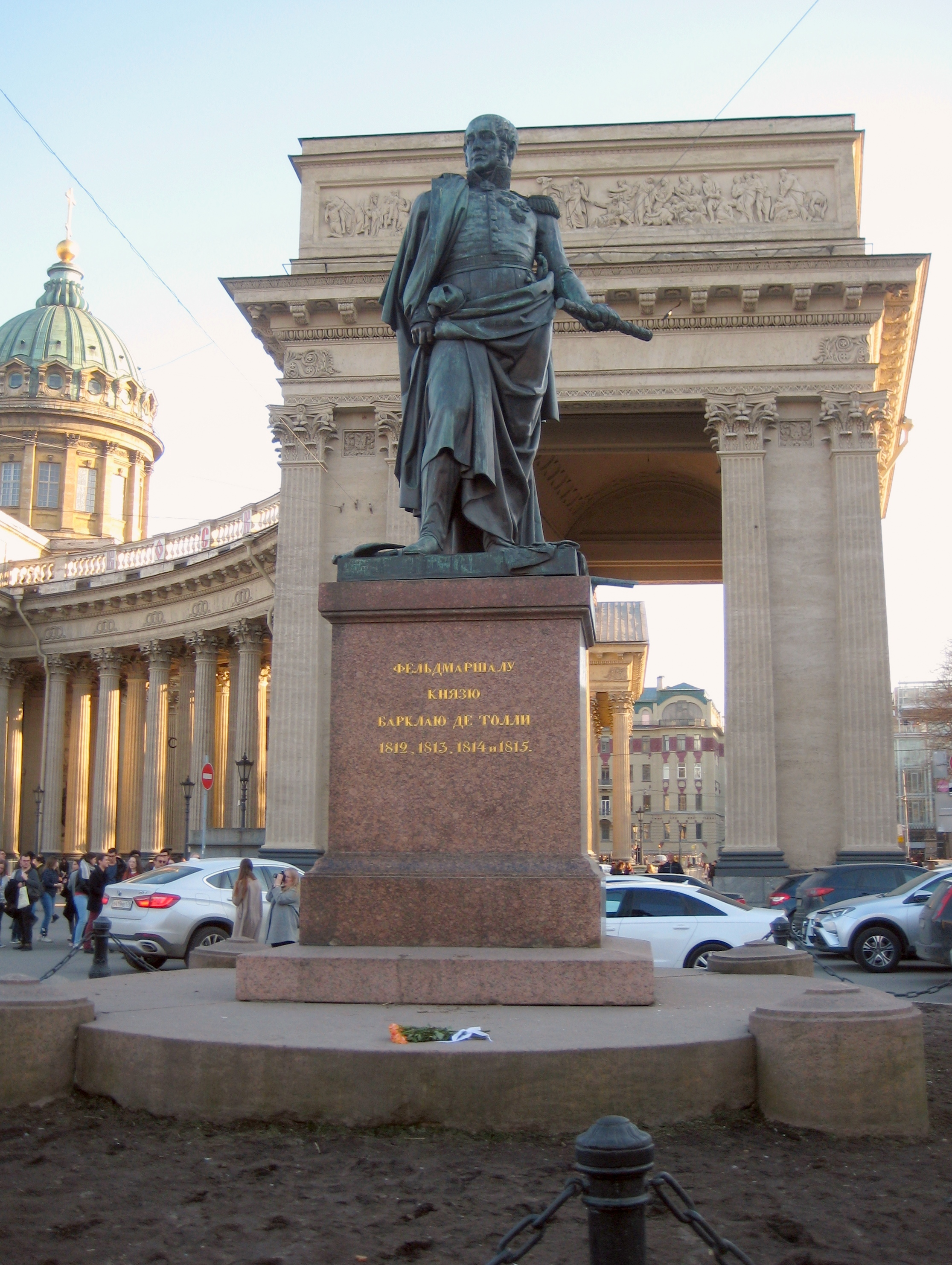
Памятник Барклаю де Толли
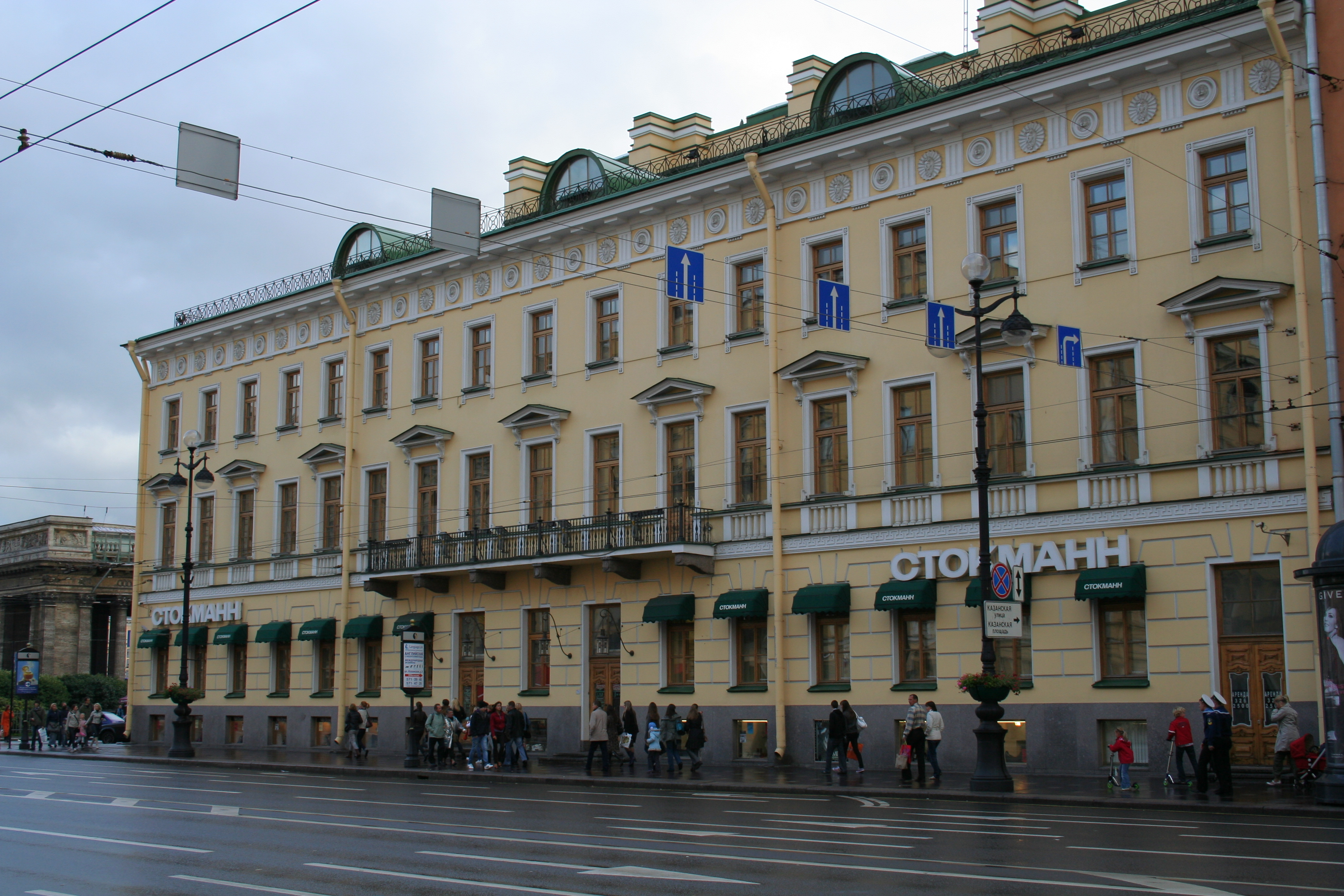
Дом Казанского собора
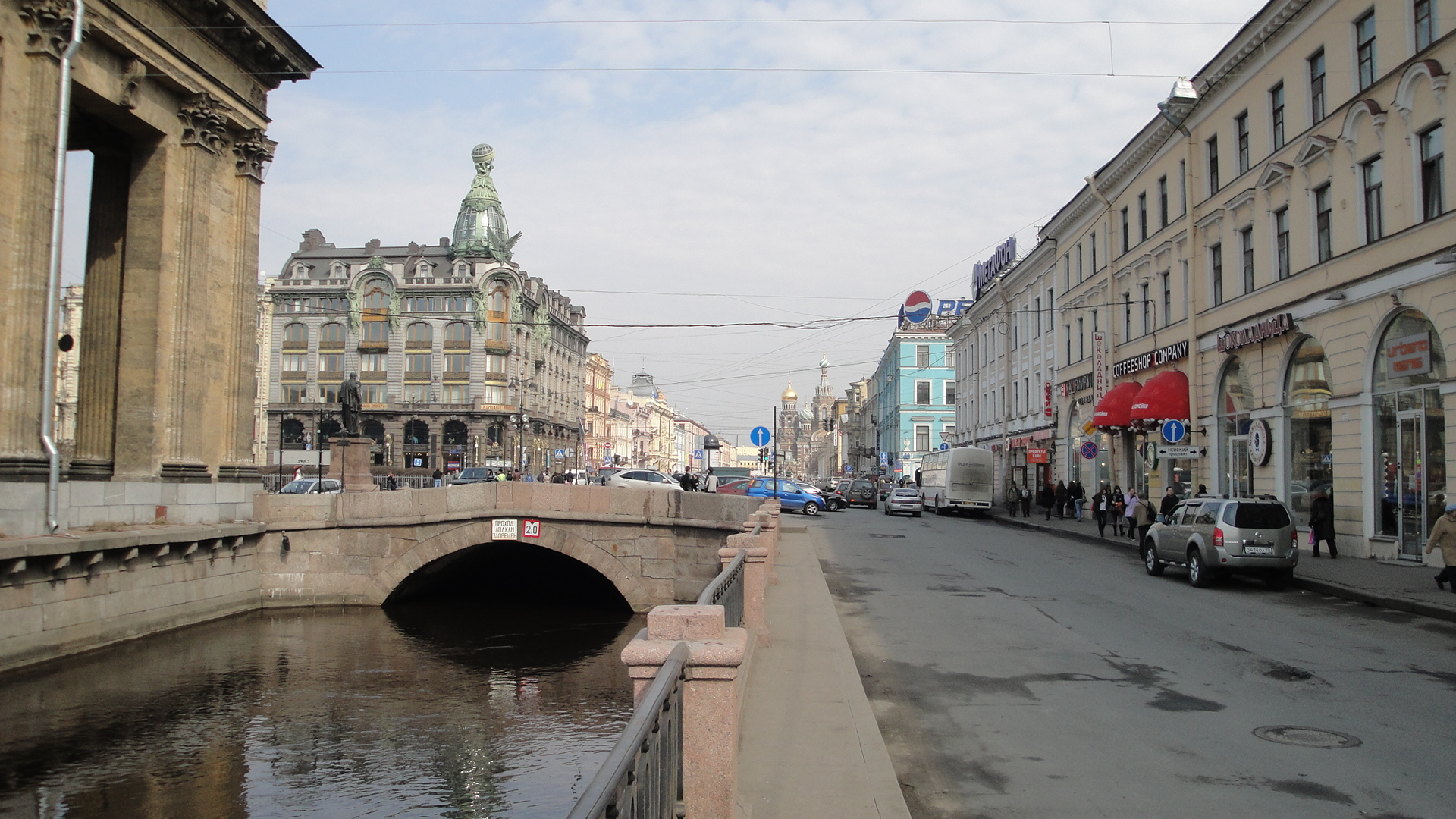
Казанский мост

## Транспорт
У площади (на Невском проспекте) располагается остановка следующих маршрутов городского общественного транспорта:
- Троллейбусы: № 1, 5, 7, 10, 11, 22
- Автобусы: № 3, 7, 22, 24, 27, 191